# Koncz Gábor
Koncz Gábor (Mezőkeresztes, 1938. július 8. –) kétszeres Kossuth- és Jászai Mari-díjas magyar színész, színházi rendező, érdemes művész, a Soproni Petőfi Színház, a Turay Ida Színház és a Halhatatlanok Társulatának örökös tagja.

## Életpályája
Mezőkeresztesen született, 1938. július 8-án. Középiskolai tanulmányait Mezőkövesden kezdte, majd Miskolcon, a Földes Ferenc Gimnáziumban érettségizett. 1959 és 1963 között a Színház- és Filmművészeti Főiskola hallgatója volt, Ádám Ottó osztályában kapott színészi diplomát. Pályája kezdetén egy-egy évet vidéki színházakban játszott, 1963-tól Kecskeméten, majd 1964-től Miskolcon. 1965-től a József Attila Színház, 1974-től a Vígszínház társulatának művésze volt. 1981-től a Mafilm társulatához tartozott. 1984-től a Madách Színház színésze volt. 1992-től szabadfoglakozású művészként több társulatban is dolgozott. Többek között Éless Béla társulatában, a Karinthy Színházban, a Centrál Színházban, a Turay Ida Színházban, a Körúti Színházban, a Budaörsi Latinovits Színházban, a Soproni- és a Veszprémi Petőfi Színházban. Színész munkája mellett színházi rendezéssel is foglalkozik. 2012-től az Újszínház társulatának művésze. Filmszerepeinek köszönhetően az egész ország megismerhette. Népszerű, közkedvelt színész. Előnyös fizikai adottságokkal rendelkező, határozott, közvetlen személyiség, színpadi és filmszerepeiben azonban hitelesen formált meg egyéniségétől távolabb eső figurákat is. Gödön él. Kedvenc sportjai a vízisí és a lovaglás, szabad idejében festegetni is szokott.

## Családja
Két lánya van: Tekla (1971) nemzetközi vízisíbíró és egy kereskedelmi kft. ügyvezető igazgatója, Regina (1985) modell.
2017-ben megnősült, felesége Konczné Kádár Kata.

## Filmszínészi munkássága

### A kezdetek
Édesapja papnak vagy orvosnak szánta, ám az előbbi pályától a cölibátus riasztotta el, utóbbitól pedig az, hogy nem bírja a vér látványát. Kamaszként bokszoló szeretett volna lenni, 16 évesen azonban kikapott a ringben, ami elvette a kedvét ettől a sportágtól. A színészi pálya iránti érdeklődése a mezőkövesdi kollégiumban támadt fel. Az intézmény igazgatója egy Kisfaludy-darabban rábízta a király szerepét, mert egy „nagydarab” fiúra volt szüksége. Koncznak sikere lett, ami döntő szerepet játszott abban, hogy a színi pályát választotta hivatásául. Elsőre felvették a Színház- és Filmművészeti Főiskolára, ahol 1963-ban kapott diplomát. Már előtte, 1962-ben elkezdett filmezni. Rényi Tamás Legenda a vonaton című alkotásában olyan partnerei voltak, mint Sinkovits Imre, Szirtes Ádám, Szendrő József, a pályája elején álló Pécsi Ildikó és Madaras József, aki egyik legjobb barátja lett. Ugyanabban az évben készült Kovács András Isten őszi csillaga című drámája, amely 1945 nyarán játszódik. Sinkovits és Pécsi Ildikó mellett szerepel még a filmben Avar István, Páger Antal, Krencsey Marianne, Törőcsik Mari, Horváth Teri és persze Koncz Gábor is.
1963-ban került a mozikba a magyar filmgyártás egyik népszerű darabja, Keleti Márton Hattyúdal című munkája, amely főleg Páger Antal alakítása és a jól ismert sláger – „A Villa Negra nem apácazárda…” – miatt emlékezetes. Koncz kisebb szerepet játszott a filmben, akárcsak a magyar–francia koprodukcióban készült Germinalban. Yves Allégret alkotása Émile Zola ismert regénye alapján készült. Francia oldalról többek között Jean Sorel, Claude Brasseur és Bernard Blier szerepeltek a filmben, magyar részről pedig Pécsi Sándor, Makláry Zoltán, Agárdy Gábor, Csákányi László és mások. Déry Tibor írása alapján forgatta Rényi Tamás a Tilos a szerelem (1965) című drámát. Ebben egy munkásfiút formált meg. Ugyancsak Rényi rendezése a Déltől hajnalig, amely a magyarországi Tanácsköztársaság bukása előtti napokban játszódik. 1965-ben Koncz kisebb szerepet játszott egyik mestere, Várkonyi Zoltán nagy sikerű, látványos filmjében, A kőszívű ember fiaiban, amely Jókai Mór azonos című regénye alapján készült. Az 1950-es években játszódik Gaál István Zöldár (1965) című drámája. Ebben Ács Lacit formálta meg, egy DISZ-titkárt, akit a történet során letartóztatnak.
1966-ban ismét Rényi Tamás irányításával forgatott: a Sikátor egyike a korszak legjobb magyar filmjeinek, feszült drámaiság, erőteljes atmoszféra, kitűnő színészi alakítások jellemzik. A tragikus szerelmi történet párosát Koncz és Törőcsik Mari alakították. Részese volt a hazai filmgyártás egyik legemlékezetesebb alkotása, a Cseres Tibor-műből készült Hideg napok (1966) megérdemelt sikerének is. A nagy hatású dráma főszerepeit Darvas Iván, Latinovits Zoltán, Szirtes Ádám, Szilágyi Tibor és Bara Margit játszották. Kardos Ferenc Ünnepnapok (1966) című drámájában a Görbe János játszotta főszereplő unokáját, Misit alakította, akit a tanulás helyett inkább a bulik és a motorozás érdekel. A filmben dublőr nélkül, saját maga versenyzett a debreceni Nagyerdőben, a salakpályán. Szerepe szerint baleset érte, és amikor beszállították a kórházba (a film ezen jeleneteit valódi kórházban vették fel), a jól sikerült smink miatt az orvosok állítólag valódi sérültnek hitték. (Filmbeli szerelmét az akkoriban gyakran filmező Kovács Kati játszotta.)
Az 1968-as esztendőben három emlékezetes alkotásban szerepelt. Várkonyi Zoltán Gárdonyi Géza Egri csillagok című regényéből forgatott látványos filmváltozatot, parádés szereposztásban: Koncz Gábor János szerepét kapta. A tekintélyes brit filmszaklap, a Films and Filming az esztendő legjobb külföldi alkotásának minősítette Rényi Tamás A völgy című drámáját. Hernádi Gyula forgatókönyve állítólag annyira tetszett Psota Irénnek, hogy a színésznő bármelyik női szerepet hajlandó volt benne eljátszani. Rajta kívül a magyar színjátszás olyan nagyasszonyai szerepeltek még a filmben, mint Sulyok Mária és Dajka Margit, az akkori fiatalok közül pedig Molnár Piroska, Pálos Zsuzsa, Medgyesi Mária és Pap Éva. Koncz Gábor egy jehovista remetét formált meg az itthon sajnos bukásnak számító drámában. Nagy közönségsiker volt viszont – főleg akkoriban – a Bors című munkásmozgalmi témájú televíziós sorozat. Ebben Koncz és jó barátja, Bujtor István egy horthysta rendőrnyomozó párost (Dezső és Oszi) alakítottak.

### Az 1970-es évek

Prohászka Feri/Gyula vitéz szerepében a Gyula vitéz télen-nyáron című filmben (1970)

Lényegében korát megelőző alkotás a Gyula vitéz télen-nyáron (1970), Bácskai Lauró István rendezése. Koncz Gábor alakította Prohászka Ferit, a gyári munkást, aki egy tévésorozat népszerű hőse lesz. Mivel a történelmi sorozat hatására terjedni kezd a törökellenesség, az illetékesek úgy döntenek, „magasabb érdekek”-ből Gyula vitéznek meg kell halnia. A közönség azonban nem nyugszik bele kedvence elvesztésébe. Várkonyi Zoltán látványos történelmi produkcióinak árnyékában kevésbé figyelt fel a közönség a rendező Szemtől szemben (1970) című drámájára, melyben Koncz többek között Básti Lajos, Tolnay Klári, Benkő Gyula, Latinovits Zoltán és Sinkovits Imre partnere volt. Kertész Ákos regényéből készítette Rényi Tamás a Makra (1972) című filmet Juhász Jácint, Csomós Mari és Molnár Piroska főszereplésével. Koncz Gábor Nagy Zsiga szerepét játszotta a korszak egyik legfigyelemreméltóbb hazai alkotásában.
Igazán testhezállóak voltak számára a kalandos-kosztümös filmekben játszott szerepek: Akibár pasa volt A törökfejes kopjában (1973), Borus Demeter alias Szergej Ladko a Verne-regény alapján forgatott A dunai hajósban (1974), a féltékeny és agresszív Szaffrán Péter a Fekete gyémántok (1976) Várkonyi rendezte filmváltozatában. A vérbeli közönségfilmek mellett továbbra is játszott aktuális társadalmi-emberi problémákat feldolgozó művészfilmekben vagy éppen történelmi drámákban. Előbbiek közé tartozik Mihályfi Imre Pókháló (1974) és Kézdi-Kovács Zsolt Ha megjön József (1976) című alkotása, utóbbiak közé Gábor Pál A járvány (1975), Palásthy György Kopjások (1975), Jancsó Miklós Magyar rapszódia (1978) és Allegro Barbaro (1979), valamint Fábri Zoltán Magyarok (1978) című filmjei. Fábri rendezése kiugró nemzetközi siker volt, 1979-ben a legjobb idegen nyelvű film Oscar-díjára jelölték. Két évvel később elkészült a folytatás, a Fábián Bálint találkozása Istennel (1980). Koncz Gábor e filmben nyújtott alakításáért 1981-ben elnyerte a legjobb férfi alakítás díját az Újdelhiben megrendezett filmfesztiválon.

### Az 1980-as évektől napjainkig

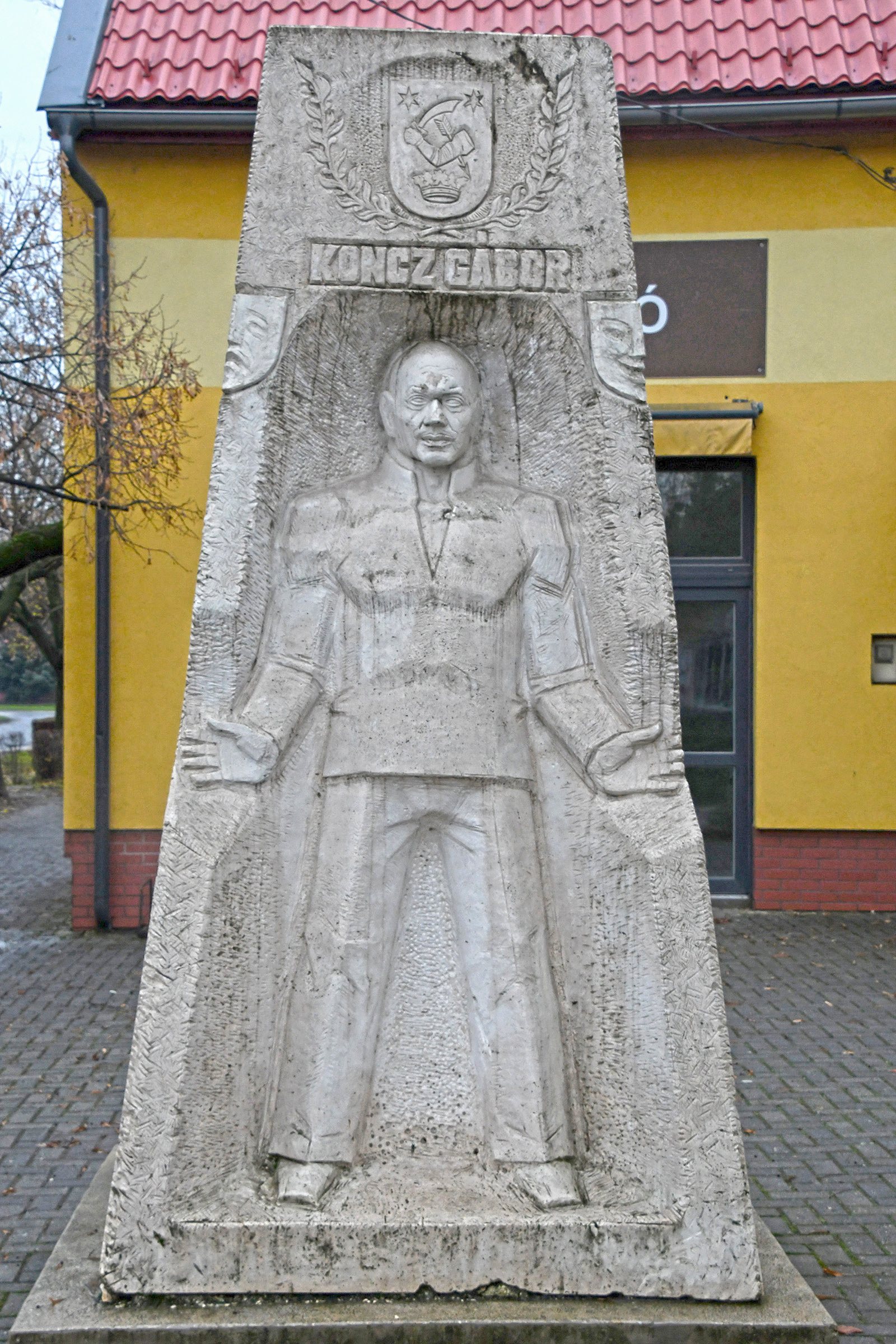
2018-ban felavatott szobra szülőhelyén, Mezőkeresztesen (Király Róbert alkotása)

Művészfilmek és közönségfilmek váltakoztak a pályáján a ’80-as években is. Az ’50-es években játszódik Kósa Ferenc felkavaró drámája, A mérkőzés (1980), amelyben Kozák András és Szilágyi Tibor partnereként Koncz Gábor Dongó Béla szerepét játszotta. Jancsó Miklós a televízió számára forgatta azóta kissé elfeledett sorozatát (Faustus doktor boldogságos pokoljárása), amelyben szintén jutott feladat a számára. Ebben az évtizedben – akárcsak korábban – számos tévés produkcióban szerepelt, melyek közül Zsurzs Éva Jókai-adaptációja, A névtelen vár (1982) volt a legsikeresebb. Partnerei Pap Vera, Tordai Teri, Inke László és Márkus László voltak. (A filmsorozatban lánya, Tekla is szerepelt.) Játszott barátja, Bujtor István egyik Ötvös Csöpi-filmjében, a Csak semmi pánik-ban, amely nagy közönségsiker volt. Az évtized végén két amerikai produkciót forgattak Magyarországon. Walter Hill a Vörös zsaru (1988) című akciófilmjében a veszedelmes orosz kábítószercsempész fivérének kicsiny szerepét alakította. A két főszereplő Arnold Schwarzenegger és James Belushi voltak, magyar részről rajta kívül Balkay Géza, Bán János, Körtvélyessy Zsolt és Növényi Norbert kaptak kisebb szerepeket. Costa-Gavras Music Box (1989) című drámájában egy sofőrt játszott.
A ’90-es évek első felében nem filmezett, 1996-ban viszont 3 alkotásban is látható volt. A kedvezően fogadott HBO-produkcióban, a Raszputyinban ő játszotta annak a katonai egységnek a parancsnokát, amelyik kivégzi az utolsó orosz cárt és családját. Rejtő Jenő könyvéből készült Bujtor István filmje, A három testőr Afrikában, amelyet ezúttal nemcsak a kritika, hanem a közönség is kissé hűvösen fogadott. Koltay Gábor Honfoglalás című alkotásában Koncz Gábor Keső szerepét formálta meg Franco Nero, Sinkovits Imre és Bitskey Tibor partnereként.
A következő 10 esztendőben különféle televíziós sorozatokban (Kisváros, Barátok közt, Régimódi történet stb.) szerepelt. 2007-ben a magyar származású Jenő Hódi Metamorfózis című horrorisztikus filmjében játszott, a produkció azonban a közönség körében sem lett igazán sikeres. 2012-ben kisebb szerepet kapott Vitézy László harmadik Móricz-filmadaptációjában, a Pillangóban.

## Könyv róla
2007-ben Kaszkadőr nélkül címmel jelentette meg önéletrajzi könyvét.

## Önálló estjeiből
- Országúton (1977, közreműk. Szűr Mari, Nemes Anna)
- „Gyorsvonat…” az élet egy őrült rohanás, csak néha állunk meg egy-egy percre... (irodalmi pódium est)

## Díjai, elismerései
- Magyar Filmkritikusok Díja ― Legjobb férfi alakítás díja (1964)
- Jászai Mari-díj (1968)
- SZOT-díj (1971)
- A filmszemle díja (1981)
- Az újdelhi fesztivál legjobb férfi alakítása (1981)
- Érdemes művész (1982)
- MSZOSZ-díj (1994)
- Kossuth-díj (1997)
- Radnóti Miklós antirasszista díj (2006)
- A Magyar Köztársasági Érdemrend középkeresztje (2007)
- Örökös tag a Halhatatlanok Társulatában (2009)
- Pécsi Sándor-díj (2011)
- Bilicsi-díj (2014)
- A Magyar Filmakadémia életműdíja (2019)
- Széchenyi-örökség Okmánya (2020)[4]
- Madách-díj (2022)[5]
- Kossuth-nagydíj (2025)

## Szerződései
- 1963–1964 Miskolc, Nemzeti Színház
- 1964–1965 Kecskemét, Katona József Színház
- 1965–1974 Budapest, József Attila Színház
- 1974–1981 Budapest, Vígszínház
- 1981–1992 Budapest, Madách Színház
- 1992–2012 szabadúszó
- 2012–         Újszínház

## Színpadi szerepei
- Victorien Sardou–Émile Moreau: Szókimondó asszonyság (Napóleon)
- Joshua Sobol: Gettó (Gens)
- Lope de Vega: A furfangos menyasszony (Bernardo kapitány)
- Eugene O’Neill: Vágy a szilfák alatt (Ephraim Cabot)
- Jean Anouilh: Becket avagy az Isten becsülete (Henrik király)
- Bertolt Brecht: A szecsuáni jólélek (Vang vízárus)
- George Bernard Shaw: Szent Johanna (Baudricourt)
- Edmond Rostand: A sasfiók (Flambeau)
- Georges Feydeau: Fel is út, le is út! (Irrigua tábornok)
- Georges Feydeau: Az úr vadászni jár (Cassagne)
- Miguel de Cervantes–Anatolij Vasziljevics Lunacsarszkij: Don Quijote (Murcio Vesconsin gróf)
- Tamási Áron: Vitéz lélek (Nikita)
- Tamási Áron: Ördögölés (Bakszén)
- Neil Simon: Mezítláb a parkban (Victor Velasco)
- Sarkadi Imre: Elveszett paradicsom (Zoltán)
- Mesterházi Lajos: Férfikor (Sándor a múltban)
- Molnár Ferenc: Liliom (Liliom)
- William Shakespeare: Antonius és Kleopátra (Pompeius)
- William Shakespeare: Lear király (Kent)
- William Shakespeare: Othello (Jago)
- Makszim Gorkij: Barbárok (Cserkun mérnök)
- John Steinbeck: Egerek és emberek (Lennie)
- John Steinbeck: Az Édentől keletre (Adams, Traska férje)
- Katona József: Bánk bán (Bánk bán)
- Németh László: Nagy család (Sándor)
- Sarkadi Imre: Elveszett paradicsom (Sebők, nyugdíjas tanár)
- Móricz Zsigmond: A Zördög
- Móricz Zsigmond: Úri muri (Siakhmáry Zoltán)
- Anton Pavlovics Csehov: Cseresznyéskert (Lopahin)
- Anton Pavlovics Csehov: Platonov (Oszip)
- Ken Kesey: Kakukkfészek (McMurphy)
- Arthur Miller: A salemi boszorkányok (John Proctor)
- Móra Ferenc: Az aranykoporsó (Diocletianus császár)
- Vaszary János: Ma éjjel szabad vagyok (Ödön)
- Nyirő József: Jézusfaragó ember (Üdő Márton)
- Sütő András: Ugató madár (Bodor Péter)
- Sütő András: Egy lócsiszár virágvasárnapja (Nagelschmidt)
- Sütő András: Az ugató madár (Bodor Péter)
- Szabó Magda: Szent Bertalan nappala (Udvaros)
- Szabó Magda: Az a szép, fényes nap (Gyula, Géza apósa)
- Heltai Jenő: A néma levente (Mátyás király)
- Heltai Jenő: Az édes teher (Kartács Sándor)
- Háy Gyula: Mohács (Tomori, kalocsai érsek)
- Hunyady Sándor: Júliusi éjszaka (Lajos, az inas)
- Görgey Gábor: Komámasszony, hol a stukker? (Márton, a vidéki)
- Görgey Gábor: Huzatos ház (Bellák István vállalkozó)
- Gyurkovics Tibor: Nagyvizit (Fazekas)
- Csurka István: Házmestersirató (Rudi)
- Csurka István: Döglött aknák (Moór Jenő)
- Tabi László: Spanyolul tudni kell (Diego)
- Mesterházi Lajos: Pesti emberek (László)
- Kállai István: Férjek a küszöbön (Seregi Ferenc)
- Jean Cocteau: Az írógép (Pascal és Maxime)
- Marcel Achard: A bolond lány (Eduárd Lablache)
- Peter Shaffer: Játék a sötétben (Melkett ezredes)
- Páskándi Géza: Tornyot választok (II. Rákóczi György)
- Franz Werfel: Jacobowsky és az ezredes (Stjerbinsky)
- Madách Imre: Az ember tragédiája (Lucifer)(Rabszolga; Első demagóg; Elitélt)
- Madách Imre: Mózes (Mózes)
- Giulio Scarnacci–Renzo Tarabusi: Kaviár és lencse (Antonio, szomszéd)
- Sorkin: Becsületbeli ügy (Nathan Jessep)
- Ronald Harwood: A karmester (Steve Arnold)
- Brian Phelan: Váltóőrök (Eward)
- Csongrádi Kata: Nefertiti akció
- Hámori Tibor: A gyilkos én vagyok (Dr. Menyhárt)
- Nino Manfredi–Nino Marino: Könnyű erkölcsök (Armando)
- George S. Kaufman–Moss Hart: Egyszer az életben (Glogauer)
- Graham Greene: Utazások a nénikémmel (Wordsworth)
- Frederick Knott: Várj, míg sötét lesz (Roab)
- Herman Wouk: Zendülés a Caine hadihajón (Philip Francis Queeg)
- Szántó Armand–Szécsén Mihály–Fényes Szabolcs: Paprikás csirke (Mr. Kenedi)
- Polgár András: Töltsön egy estét a Fehér Rózsában (Finta pincér)
- Kodolányi János: Földindulás (Böbék Samu)
- Kocsis István: Az áldozat (IV. Béla, Magyarország királya)
- Hubay Miklós: A szfinx, avagy búcsú a kellékektől; Te Imre, itt valami ketyeg (Tiréziász)
- Fazekas István: A Béres (Béres József, kutató)
- Falussy Lilla: Ricse, Ricse, Beatricse (Nyomozó)
- Wass Albert: A funtineli boszorkány (Tóderik, Nuca nagyapja)
- Kerényi Imre–Balogh Elemér–Rossa László: Csíksomlyói Passió (Öreg Pásztor)

## Színpadi rendezései
Az egyes darabok szerzője és címe mellett a bemutató színház/társulat és a bemutató éve szerepel.
- Marcel Achard:  A bolond lány (Vörösmarty Színház, Székesfehérvár, 1988; Madách Kamara, Budapest, 1991)
- Andrew Bergman: Társasjáték New Yorkban (Vörösmarty Színház, Székesfehérvár, 1989; Budaörsi Játékszín, Budaörs, 2007)
- Dario Fo: Nyitott házasság (Madách Színház, Budapest, 1989)
- Alan Ayckbourn: Hálószobakomédia (Vörösmarty Színház, Székesfehérvár, 1992; Újpest Színház, Budapest, 1995)
- Dale Wasserman: Kakukkfészek (Kassai Thália Színház, Kassa, 1997)
- Gyurkovics Tibor: Nagyvizit (Madách Színház, Budapest, 2002; Csili Művelődési Központ, Budapest, 2003; Új Színház, Budapest, 2014)
- John Steinbeck: Az édentől keletre (Budaörsi Játékszín, Budaörs, 2002)
- Eugene O’Neill: Vágy a szilfák alatt (Budaörsi Játékszín, Budaörs, 2004)
- Heltai Jenő: Az édes teher – Hogyan adtam férjhez a feleségemet? (Budaörsi Játékszín, Budaörs, 2005; Éless-Szín, Budapest, 2016)
- Csongrádi Kata–Árvai Béla: Nefertiti akció (Turay Ida Színház, Budapest, 2006)
- Hunyady Sándor: Júliusi éjszaka (Budaörsi Játékszín, Budaörs, 2006)
- Victorien Sardou: Szókimondó asszonyság (Budaörsi Játékszín, Budaörs, 2007)
- John Osborne: Dühöngő ifjúság (Kisszínház, Sopron, 2008)
- Nino Manfredi: Könnyű erkölcsök (Óbudai Kulturális Központ, Budapest, 2010)
- Georges Feydeau: Az úr vadászni jár (Erzsébetligeti Színház, Budapest, 2011)
- Csurka István: Döglött aknák (Új Színház, Budapest, 2013)
- Orbók Attila: Nem válok el! (Éless-Szín, Budapest, 2015)

## Ismertebb filmjei
- 1962 Legenda a vonaton
- 1962 Isten őszi csillaga
- 1962 Pesti háztetők
- 1962 Angyalok földje
- 1963 Éjszakai repülés (tévéfilm)
- 1963 Koncert
- 1963 Május (tévéfilm)
- 1963 Hattyúdal
- 1963 Mindennap élünk
- 1963 Homokba rajzolt madár (tévéfilm)
- 1963 Germinal
- 1964 A kőszívű ember fiai
- 1965 Tilos a szerelem
- 1965 Déltől hajnalig
- 1965 Háry János
- 1965 Zöldár
- 1966 És akkor a pasas…
- 1966 Az orvos halála
- 1966 Sikátor
- 1966 Édes és keserű
- 1966 Kakuk Marci nagy szerencséje (tévéfilm)
- 1966 Hideg napok
- 1966 Ketten haltak meg
- 1966 Ünnepnapok
- 1967 Az özvegy és a százados
- 1967 Változó felhőzet
- 1967 Egy szerelem három éjszakája
- 1968 Élő Antigoné (tévéfilm)
- 1968 Bors (tévésorozat)
- 1968 Egri csillagok
- 1968 Sárga rózsa (tévéfilm)
- 1968 A völgy
- 1968 Fenegyerekek
- 1969 Virágvasárnap
- 1969 7 kérdés a szerelemről (és 3 alkérdés) (tévéfilm)
- 1969 Krebsz, az isten
- 1969 Pokolrév
- 1969 Az alvilág professzora
- 1969 Az ember tragédiája
- 1970 Gyula vitéz télen-nyáron
- 1970 Szemtől szemben
- 1970 Szép magyar komédia
- 1970 Érik a fény
- 1971 Hahó, Öcsi!
- 1971 A vendég (tévéfilm)
- 1971 Ágis tragédiája (tévéfilm)
- 1971 Öt férfi komoly szándékkal (tévéfilm)
- 1972 Makra
- 1972 Hekus lettem
- 1972 Jó estét nyár, jó estét szerelem (tévéfilm)
- 1973 Sólyom a sasfészekben (tévésorozat)
- 1973 Irgalom (tévésorozat)
- 1973 A törökfejes kopja
- 1973 Egy srác fehér lovon
- 1973 Ki vágta fejbe Hudák elvtársat? (tévéfilm)
- 1974 Megtörtént bűnügyek (tévésorozat, A négylevelű lóhere című epizódban)
- 1974 Embersirató (tévéfilm)
- 1974 A dunai hajós
- 1974 Pókháló
- 1975 Barátom, Bonca (tévéfilm) (nem szerepel a stáblistán)
- 1975 A járvány
- 1975 Kopjások
- 1976 Fekete gyémántok
- 1976 Karancsfalvi szökevények (tévéfilm)
- 1976 Ballagó idő
- 1976 A méla Tempefői (tévéfilm)
- 1976 Csongor és Tünde (tévéfilm)

- 1976 Ha megjön József
- 1976 Robog az úthenger (tévésorozat)
- 1977 A cárné összeesküvése (tévéfilm)
- 1977 Mákszem Matyi (tévéfilm)
- 1978 Tengerre néző cellák (tévéfilm)
- 1978 Magyarok
- 1978 Magyar rapszódia
- 1978 Fent a Spitzbergáknál
- 1979 Az erőd... Santos őrnagy
- 1979 Allegro Barbaro
- 1980 A világ közepe (tévéfilm)
- 1980 A mérkőzés
- 1980 Haladék
- 1980 Fábián Bálint találkozása Istennel
- 1980 Kojak Budapesten
- 1980 Hol colt, hol nem colt (tévéfilm)
- 1981 Az a szép, fényes nap (tévéfilm)
- 1982 Glória (tévéfilm)
- 1982 Faustus doktor boldogságos pokoljárása (tévésorozat)
- 1982 A névtelen vár (tévésorozat)
- 1982 Pomocnik
- 1982 Csak semmi pánik
- 1983 Klapka légió (tévéfilm)
- 1984 Hanyatt-homlok
- 1986 A fekete kolostor (tévéfilm)
- 1986 A falu jegyzője (tévésorozat)
- 1986 Tánya (tévéfilm)
- 1987 Juzná posta
- 1987 Bánk bán (tévéfilm)
- 1987 Almási, avagy a másik gyilkos (tévéfilm)
- 1988 A védelemé a szó (tévésorozat, a Kóbor kutya című epizódban)
- 1988 Tüske a köröm alatt
- 1988 Vörös zsaru (Red Heat)[6]
- 1988 A törvény szövedéke (tévéfilm)
- 1988 Gyilkosság két tételben (tévéfilm)
- 1989 Barbárok (tévéfilm)
- 1989 Eszmélet (tévésorozat)
- 1989 Music Box
- 1992 A pályaudvar lovagja (tévéfilm)
- 1995 Kisváros (tévésorozat, a Kikötőben című epizódban)
- 1996 Raszputyin (tévéfilm)
- 1996 A három testőr Afrikában
- 1996 Honfoglalás
- 1998–1999 Az öt zsaru (tévésorozat, 6 epizódban)
- 2000 Kisváros (tévésorozat, a Gázkitörés című epizódban)
- 2002 2003 2007 2008 Barátok közt (tévésorozat)
- 2003 Lili (tévésorozat)
- 2006 Mátyás, a sosemvolt királyfi (tévésorozat)
- 2006 Régimódi történet (tévésorozat)
- 2006 Metamorfózis (Metamorphosis)
- 2007 Szabadságharc Szebenben (tévéfilm)
- 2010 A föld szeretője
- 2012 Pillangó (tévéfilm)
- 2012 Apolka – Egy emlődaganatos nő története
- 2014 Földindulás (tévéfilm)
- 2015 A fekete bojtár
- 2016 Halj már meg!
- 2018 Megszállottak
- 2019 Toldi